# Alberto García
Alberto García, född den 22 februari 1971 i Madrid, är en spansk friidrottare som tävlar i medeldistanslöpning.
Garcías genombrott kom när han blev bronsmedaljör på 3 000 meter vid inomhus-EM 1998. Han deltog vidare vid Olympiska sommarspelen 2000 i Sydney där han blev utslagen i försöken på 5 000 meter. Vid inomhus-VM 2001 blev han bronsmedaljör på 3 000 meter och utomhus samma år slutade han fyra vid VM i Edmonton på 5 000 meter.
Under 2002 blev han europamästare både inomhus och utomhus på 3 000 meter respektive 5 000 meter. Vid VM-inomhus 2003 slutade han tvåa på 3 000 meter. Samma år stängdes han av i två år för doping.
Han var tillbaka till VM 2005 men lyckades inte ta sig vidare till finalen på 5 000 meter. Garcia deltog även vid de Olympiska sommarspelen 2008 på 5000 meter utan att avancera från försöken.

## Personliga rekord
- 3 000 meter - 7.36,53 (7.32,98 inomhus)
- 5 000 meter - 13.02,54